# 청춘공화국
"청춘공화국"은 1977년에 개봉한 대한민국의 영화이다.

## 캐스팅
- 이정길
- 한유정
- 김효원